# Улица Кауля (Тула)
Улица Кауля (бывшая Конная улица) — улица в Центральном районе города Тулы.
До 1967 года — Садовая улица. Названа в честь председателя Тульского Совета А. И. Кауля.

## Описание
Улица Кауля тянется на 1800 метров от Всехсвятского кладбища до Юго-Восточного микрорайона.
Застроена в основном пятиэтажными домами хрущевской постройки. Встречаются девятиэтажные дома, частный сектор. 

## История. Память
В ноябре-декабре 1941 года здесь успешно велись бои с немецкими войсками. В честь этого в 1966 году был разбит сквер с памятником ЗИС-3.

На перекрестке Дивизионной улицы (ныне ул. Лозинского) и Садовой улицы (ныне ул. Кауля) бомба попала в стоящую здесь 76-мм зенитную пушку. Расчет погиб, пушка разбита, а снаряды разбросало по соседним дворам.— 

## Здания
- Кауля, 9 корпус 4 — центр образования № 19
- Кауля, 20 — отделение Сбербанка
- Кауля, 31 — Тульская областная стоматологическая поликлиника

## Транспорт
В 1959 году на пересечении с Оборонной улицей было открыто трамвайное депо.
- трамвай № 12, 13
- автолайны